# JACK Audio Connection Kit
JACK Audio Connection Kit (JACK) – serwer dźwięku zapewniający niskie opóźnienia (latencję) pierwotnie pisany na systemy operacyjne kompatybilne z POSIX, takie jak: GNU/Linux i OS X. Umożliwia łączenie wielu różnych aplikacji z jednym urządzeniem audio, jak i łączenie aplikacji nawzajem w celu przesyłania dźwięku między nimi.